# Sphenomorphus
Sphenomorphus – rodzaj jaszczurek z podrodziny Sphenomorphinae w rodzinie scynkowatych (Scincidae).

## Zasięg występowania
Rodzaj obejmuje gatunki występujące w Azji i Oceanii; jeden gatunek (Sphenomorphus rarus) występuje w Ameryce Centralnej (Panama), ale niektórzy autorzy umieszczają go w rodzaju Scincella.

## Systematyka

### Etymologia
Sphenomorphus: gr. σφην sphēn, σφηνος sphēnos „klin”; μορφη morphē „postać, forma”.

### Podział systematyczny
Do rodzaju należą następujące gatunki:  

- Sphenomorphus acutus (Peters, 1864)
- Sphenomorphus aignanus (Boulenger, 1898)
- Sphenomorphus alfredi (Boulenger, 1898)
- Sphenomorphus annamiticus (Boettger, 1901)
- Sphenomorphus annectens (Boulenger, 1898)
- Sphenomorphus anomalopus (Boulenger, 1890)
- Sphenomorphus anotus Greer, 1973
- Sphenomorphus apalpebratus Datta-Roy, Das, Bauer, Lyngdoh-Tron & Karanth, 2013
- Sphenomorphus bacboensis (Eremchenko, 2003)
- Sphenomorphus bignelli Schmidt, 1932
- Sphenomorphus brunneus Greer & Parker, 1974
- Sphenomorphus buenloicus Darevsky & Nguyen Van Sang, 1983
- Sphenomorphus buettikoferi (Lidth de Jeude, 1905)
- Sphenomorphus cameronicus Smith, 1924
- Sphenomorphus capitolythos (Shea & Michels, 2008)
- Sphenomorphus celebensis (Müller, 1894)
- Sphenomorphus cinereus Greer & Parker, 1974
- Sphenomorphus concinnatus (Boulenger, 1887)
- Sphenomorphus consobrinus (Peters & Doria, 1878)
- Sphenomorphus courcyanus (Annandale, 1912)
- Sphenomorphus cranei Schmidt, 1932
- Sphenomorphus crassus Inger, Lian, Lakim & Yambun, 2001
- Sphenomorphus cryptotis Darevsky, Orlov & Cuc, 2004
- Sphenomorphus cyanolaemus Inger & Hosmer, 1965
- Sphenomorphus darlingtoni (Loveridge, 1945)
- Sphenomorphus dekkerae Shea, 2017
- Sphenomorphus derooyae (de Jong, 1927)
- Sphenomorphus diwata Brown & Rabor, 1967
- Sphenomorphus dussumieri (Duméril & Bibron, 1839)
- Sphenomorphus fasciatus (Gray, 1845)
- Sphenomorphus forbesi (Boulenger, 1888)
- Sphenomorphus fragilis (Macleay, 1877)
- Sphenomorphus fragosus Greer & Parker, 1967
- Sphenomorphus fuscolineatus Greer & Shea, 2004
- Sphenomorphus grandisonae Taylor, 1962
- Sphenomorphus granulatus (Boulenger, 1903)
- Sphenomorphus haasi Inger & Hosmer, 1965
- Sphenomorphus helenae Cochran, 1927
- Sphenomorphus incognitus (Thompson, 1912)
- Sphenomorphus indicus (Gray, 1853)
- Sphenomorphus jobiensis (Meyer, 1874)
- Sphenomorphus kinabaluensis (Bartlett, 1895)
- Sphenomorphus latifasciatus (Meyer, 1874)
- Sphenomorphus leptofasciatus Greer & Parker, 1974
- Sphenomorphus lineopunctulatus Taylor, 1962
- Sphenomorphus longicaudatus (de Rooij, 1915)
- Sphenomorphus loriae (Boulenger, 1898)
- Sphenomorphus louisiadensis (Boulenger, 1903)
- Sphenomorphus luelaiorum Wang, Lin, Tseng, Poyarkov & Lin, 2025
- Sphenomorphus maculatus (Blyth, 1853)
- Sphenomorphus maculicollus Bacon, 1967
- Sphenomorphus maindroni (Sauvage, 1879)
- Sphenomorphus malaisei (Rendahl, 1937)
- Sphenomorphus malayanus (Doria, 1888)
- Sphenomorphus melanopogon (Duméril & Bibron, 1839)
- Sphenomorphus meyeri (Doria, 1875)
- Sphenomorphus microtympanum Greer, 1973
- Sphenomorphus mimicus Taylor, 1962
- Sphenomorphus mimikanus (Boulenger, 1914)
- Sphenomorphus minutus (Meyer, 1874)
- Sphenomorphus modiglianii (Boulenger, 1894)
- Sphenomorphus muelleri (Schlegel, 1837)
- Sphenomorphus multisquamatus Inger, 1958
- Sphenomorphus murudensis Smith, 1925
- Sphenomorphus necopinatus (Brongersma, 1942)
- Sphenomorphus neuhaussi (Vogt, 1911)
- Sphenomorphus nigriventris (de Rooij, 1915)
- Sphenomorphus nigrolabris (Günther, 1873)
- Sphenomorphus nigrolineatus (Boulenger, 1897)
- Sphenomorphus oligolepis (Boulenger, 1914)
- Sphenomorphus orientalis (Shreve, 1940)
- Sphenomorphus papuae (Kinghorn, 1928)
- Sphenomorphus phuquocensis Grismer, Nazarov, Bobrov & Poyarkov, 2020
- Sphenomorphus praesignis (Boulenger, 1900)
- Sphenomorphus pratti (Boulenger, 1903)
- Sphenomorphus preylangensis Grismer, Wood, Quah, Anuar, Poyarkov, Thy, Orlov, Thammachoti & Seiha, 2019
- Sphenomorphus puncticentralis Iskandar, 1994
- Sphenomorphus rarus Myers & Donnelly, 1991
- Sphenomorphus rufus (Boulenger, 1887)
- Sphenomorphus sabanus Inger, 1958
- Sphenomorphus sanctus (Duméril & Bibron, 1839)
- Sphenomorphus sarasinorum (Boulenger, 1897)
- Sphenomorphus schlegeli (Dunn, 1927)
- Sphenomorphus schultzei (Vogt, 1911)
- Sphenomorphus scotophilus (Boulenger, 1900)
- Sphenomorphus scutatus (Peters, 1867)
- Sphenomorphus senja Grismer & Quah, 2015
- Sphenomorphus sheai Nguyen, Nguyen, Van Devender, Bonkowski & Ziegler, 2013
- Sphenomorphus shelfordi (Boulenger, 1900)
- Sphenomorphus simus (Sauvage, 1879)
- Sphenomorphus solomonis (Boulenger, 1887)
- Sphenomorphus stellatus (Boulenger, 1900)
- Sphenomorphus striatafaucium Quah & Grismer, 2025
- Sphenomorphus striolatus (Weber, 1890)
- Sphenomorphus sungaicolus Sumarli, Grismer, Wood, Ahmad, Rizal, Ismail, Izam, Ahmad & Linkem, 2016
- Sphenomorphus taiwanensis Chen & Lue, 1987
- Sphenomorphus tanahtinggi Inger, Lian, Lakim & Yambun, 2001
- Sphenomorphus tanneri Greer & Parker, 1967
- Sphenomorphus taylori Burt, 1930
- Sphenomorphus tenuiculus (Mocquard, 1890)
- Sphenomorphus tersus (Smith, 1916)
- Sphenomorphus tetradactylus (Darevsky & Orlov, 2005)
- Sphenomorphus tonkinensis Nguyen, Schmitz, Nguyen, Orlov, Böhme & Ziegler, 2011
- Sphenomorphus transversus Greer & Parker, 1971
- Sphenomorphus tridigitus (Bourret, 1939)
- Sphenomorphus tritaeniatus (Bourret, 1937)
- Sphenomorphus tropidonotus (Boulenger, 1897)
- Sphenomorphus undulatus (Peters & Doria, 1878)
- Sphenomorphus vanheurni (Brongersma, 1942)
- Sphenomorphus variegatus (Peters, 1867)
- Sphenomorphus wau Shea & Allison, 2021
- Sphenomorphus wollastoni (Boulenger, 1914)
- Sphenomorphus woodfordi (Boulenger, 1887)
- Sphenomorphus yersini Nguyen, Nguyen, Nguyen, Orlov & Murphy, 2018
- Sphenomorphus zimmeri (Ahl, 1933)